# Semavi Eyice
Mustafa Semavi Eyice (Istanbul, 9 dicembre 1922 – Istanbul, 28 maggio 2018) è stato uno storico dell'arte e archeologo turco specializzato nello studio dell'arte bizantina e ottomana a Istanbul. Il professor Eyice è considerato il pioniere degli studi bizantini in Turchia..

## Biografia

### Infanzia e giovinezza
Nato il 9 dicembre 1922 a Kadıköy, Istanbul, da genitori originari di Amasra, crebbe a Istanbul, dove frequentò le scuole elementari e secondarie francesi nel distretto di Kadıköy, e si diplomò nel 1943 presso il liceo Galatasaray di Beyoğlu. Durante la seconda guerra mondiale, andò in Germania per imparare la lingua tedesca. Durante gli anni della guerra frequentò in due periodi diversi lezioni di archeologia, storia e storia dell'arte rispettivamente presso le Università di Vienna e di Berlino (a quel tempo pesantemente bombardate). Nel 1945, fu costretto a lasciare Berlino, e fu evacuato in Danimarca e Svezia. Nello stesso anno, tornò in Turchia per intraprendere gli studi di storia dell'arte all'Università di Istanbul, dove si laureò nel 1948 con Ernst Diez con una tesi sui minareti di Istanbul. Lavorò poi come assistente di ricerca presso il Dipartimento di Storia dell'Arte, dove conseguì il dottorato nel 1952 con il lavoro "Side'nin Bizans Dönemine Ait Yapıları" (in Italiano: "Edifici dell'era bizantina a Side"). Nel 1955, fu nominato professore associato dopo aver pubblicato il suo lavoro "Istanbul'da Son Devir Bizans Mimarisi" (in Italiano: "Architettura della tarda età bizantina a Istanbul"). Nello stesso anno, Semavi Eyice pubblicò "Istanbul, petit guide à travers les monuments bizantins et turcs" (in Italiano: "Istanbul, piccola guida ai monumenti bizantini e turchi"), un libro che rimane ancor oggi tra le opere più citate nel campo della storia dell'arte di Costantinopoli.

### Carriera accademica
Dopo aver fondato il Dipartimento di arte bizantina all'Università di Istanbul nel 1963, egli fu nominato primo professore ordinario della nuova cattedra. Nel corso della sua carriera accademica ha tenuto conferenze in numerose istituzioni, tra cui l'Università di Ankara Hacettepe e l'Università Mimar Sinan di Istanbul, e all'estero presso l'Ecole des Hautes Etudes, la Sorbona di Parigi e le Università di Ginevra e di Bologna. Oltre alla sua attività didattica, si è impegnato in ricerche sul campo archeologico in vari luoghi tra cui la regione di Binbirkilise nell'Anatolia centro-meridionale, vari insediamenti bizantini intorno a Silifke in Cilicia (tra cui Karakabaklı) e Tracia.
Dal 1946 ha pubblicato 15 libri e oltre 500 articoli e contributi per opere enciclopediche, e sino alla sua scomparsa è stato pienamente attivo nella ricerca e nell'insegnamento. La sua biblioteca, contenente oltre 30000 edizioni rare e libri che trattano non solo della storia e dell'arte bizantina, ma anche della storia, dell'arte e della letteratura islamica, turca e ottomana, è ora ospitata dall'Istituto di Ricerche di Istanbul. Oltre al suo principale campo di studio, cioè arte e archeologia bizantina e arte turca in epoca ottomana, ha condotto ricerche su pittori e viaggiatori stranieri che hanno visitato la Turchia, e ha anche studiato le tracce lasciate dai genovesi in Turchia. Il professor Eyice era membro di diverse organizzazioni di ricerca, tra cui l'Istituto archeologico germanico. Nel 1955 ricevette la Medaglia della Légion d'honneur dall'Académie de France e nello stesso anno fu insignito del Premio dell'Accademia delle scienze turca. Nel 2011, il presidente della Turchia Abdullah Gül ha conferito al Prof. Eyice il Gran Premio presidenziale della Cultura e delle Arti. Semavi Eyice è stato nominato professore emerito nel 1990. Dal 1954 era sposato con Kamran Yalgın.

### Morte
Semavi Eyice è deceduto all'età di 95 anni a causa di insufficienza multiorgano nell'ospedale universitario di ricerca della facoltà di medicina di Maltepe a Istanbul. Il funerale si è svolto nell'annesso della moschea di Fatih il 30 maggio 2018 dopo la preghiera funebre svoltasi nella moschea stessa.

## Opere scelte
- Istanbul, Petit guide à travers les monuments byzantins et turcs Istanbul: Istanbul Matbaası, 1955
- Son devir Bizans mimarisi: Istanbul'da Palaiologos'lar devri anıtları Istanbul, 1963
- Recherches archéologiques à Karadağ (Binbirkilise) et dans la région de Karaman Istanbul, 1971
- İstanbul yazıları. Istanbul: Türkiye Turing ve Otomobil Kurumu, 1992, ISBN 9789757641155.
- Some Byzantine towns in Cilicia Tracheia In 150 years of German Archaeological Institute, Magonza 1981, pp. 204–209.